# 프랭크 앨버트슨
프랭크 앨버트슨(Frank Albertson, 1909년 2월 2일 ~ 1964년 2월 29일)은 미국의 배우, 텔레비전 배우, 영화배우이다.

## 영화
- 바이 바이 버디 (1963년)
- 돈 노크 더 트위스트 (1962년)
- 싸이코 (1960년)
- 마지막 함성 (1958년)
- 상과 하 (1957년)
- 나이트폴 (1956년)
- 헉스터 (1947년)
- 멋진 인생 (1946년) - 샘 웨인라이트 역
- 웨이크 아일랜드 (1942년)
- 맨-메이드 몬스터 (1941년)
- 루이지아나 퍼처스 (1941년)
- 달톤 4형제 (1940년) - 에밋 달튼 역
- 룸 서비스 (1938년)
- 네이비 블루 앤 골드 (1937년)
- 분노 (1936년)
- 평원의 사나이 (1936년)
- 다우팅 토머스 (1935년) - 지미 브라운 역
- 황무지 (1935년)
- 엘리스 아담스 (1935년) - 월터 아담스 역
- 건방진 꼬마 (1931년)
- 코네티컷 양키 (1931년)
- 와일드 컴퍼니 (1930년)
- 무모한 천성 (1930년)
- 스프링 이즈 히어 (1930년)
- 여자 없는 남자 (1930년)
- 상상해 보라 (1930년)
- 해피 데이즈 (1929년) - 본인 역